# سالم العزيزي
سالم جمعة عوض العزيزي (مواليد 25 فبراير 1993, لاعب كرة قدم إماراتي يجيد اللعب في الدفاع مع نادي الوصل في دوري الخليج العربي الإماراتي .
كانت بداياته مع نادي العين و إنتقل إلى نادي الوصل عام 2017 .

## روابط خارجية
- سالم العزيزي على موقع Soccerway.com (الإنجليزية)
- سالم العزيزي على موقع عالم كرة القدم.نت (الإنجليزية)
- سالم العزيزي على موقع GSA (الإنجليزية)